# 荒木美香
荒木 美香（あらき みか、1974年8月8日 - ）は兵庫県出身のＭＣタレント。

## 主な活動

### ＴＶ
- ケーブルＴＶ　「ダイエットサプリメントフラコラ」　紹介
- ＣＳショップチャンネル　「バラの版画家」　紹介コーナー

### 司会・ナビゲータ
- 2005  東京モーターショー　ＨＯＮＤＡ
名古屋モーターショー　ＨＯＮＤＡ
- 2006　大阪ガスプライベートショー
- 2006　ＣＡＴＶ展住商情報システム
- 2006　ブライダル産業フェア　ウシオライティング
- 2006　イタリア貿易振興会オリーブオイル紹介イベント
- 2006　小学館チャオ・チュチュイベント　サイン会
- 2006　横浜国際プール　ヤナクロチコア選手　トークショー
- 2007　講談社　「Ｇｒａｚｉａ」　プレミアパーティー
- 2007　辺見えみり　トークショー
- 2007　フラウ・シネマパーティー

### スチール
- 扶桑社　「SPA×江崎グリコ」
- 三和出版　｢ヘアアイロンで簡単ヘアアレンジ｣
- ピザハット　広告

### セミナー・式典・記者発表会司会
- 日本脊椎脊髄神経手技手術学会
- ハウス食品　ワインセミナー
- 村上春樹について語るシンポジウム
- カネボウ新商品発表会
- サンケイ新聞　「マネーフェスタ2006」
- 脳浮腫頭蓋内圧フォーラム　セミナー
- イタリア貿易振興会エルコレオリヴァリオセミナー
- シンシアローリー表参道店オープン記念パーティ
- NTTコムウェア　「スマートピット」　イベント司会
- ポロゴルフジャパン　ジュニアクラシック前夜祭　司会
- 5thホンダジュニアゴルフチャンピオンシップ　司会
- 2008　ウッドワンプロアマゴルフ表彰式　司会
- 2009　ロレックス プロアマゴルフ前夜祭・表彰式　司会

### ＶＰ
- ウィザードシステム VP　（企画・制作・ナレーション）
- 東芝　「フェミニティ」VP　キャスターとして出演
- 2006　看護師国家試験対策講座　キャスター
- 2008　損保ジャパン　VP
- 2009　アボットジャパン　VP（ナレーション）

### 婚礼司会
- ディズニーアンバサダーホテル
- ホテルミラコスタ
- 京王プラザホテル（八王子／多摩）